# Elaphidion cubae
Elaphidion cubae är en skalbaggsart som beskrevs av Fisher 1932. Elaphidion cubae ingår i släktet Elaphidion och familjen långhorningar.
Artens utbredningsområde är Kuba. Inga underarter finns listade i Catalogue of Life.